# Call of Duty: Modern Warfare (видео-игра из 2019)
Call of Duty: Modern Warfare је пуцачина из првог лица коју је развила компанија Инфинити вард, а објавио Активижн. Ово је укупно шеснаесто издање у оквиру серијала Call of Duty. Игра представља рибут подсеријала Modern Warfare. Објављена је 25. октобра 2019. године за Windows, PlayStation 4 и Xbox One.
Игра се одвија у реалном и модерном окружењу. Први пут у историји читаве франшизе, Call of Duty: Modern Warfare подржава могућност крос-плеја (енг. cross-play).